# Domsure
Domsure är en kommun i departementet Ain i regionen Auvergne-Rhône-Alpes i östra Frankrike. Kommunen ligger  i kantonen Coligny som ligger i arrondissementet Bourg-en-Bresse. Kommunens areal är 15,2 km². År 2022 hade Domsure 540 invånare.

## Befolkningsutveckling
Antalet invånare i kommunen Domsure
Referens: INSEE